# Harpymimus okladnikovi
L'arpimimo (Harpymimus okladnikovi) è un dinosauro onnivoro appartenente agli ornitomimosauri, o dinosauri struzzo. Visse verso la fine del Cretaceo superiore (Barremiano/Aptiano, circa 125 milioni di anni fa) e i suoi resti fossili sono stati ritrovati in Mongolia. È considerato uno dei primi e più primitivi dinosauri struzzo.

## Descrizione
Questo dinosauro è noto grazie a uno scheletro quasi completo, mancante di alcune parti dei cinti pettorale e pelvico e delle zampe posteriori. L'aspetto generale doveva essere piuttosto simile a quello degli altri dinosauri struzzo successivi: il collo era lungo ed era sormontato da una piccola testa, il corpo snello e le zampe posteriori allungate. Alcune caratteristiche, però, lo denotano come un ornitomimosauro arcaico: le zampe posteriori, benché allungate, sono più corte delle forme successive e sprovviste del caratteristico piede arctometatarsale (ovvero quando il terzo metatarso sembra schiacciato tra il secondo e il quarto) tipico degli ornitomimidi evoluti. Gli arti anteriori erano simili a quelli tipici di molti dinosauri teropodi, con il primo dito più corto degli altri due; gli ornitomimosauri, di contro, possedevano l'insolita specializzazione di avere tre dita di eguale lunghezza. La caratteristica più insolita di Harpymimus, però, riguardava il cranio: benché mal conservato, esso mostra un becco corneo alla fine del muso e una mandibola dotata di undici piccoli denti all'estremità anteriore. Nessun altro ornitomimide, eccezion fatta per l'europeo Pelecanimimus, è noto possedere denti. Il cranio era lungo 26 centimetri, mentre l'animale intero doveva oltrepassare i tre metri di lunghezza.

## Classificazione
L'arpimimo è stato descritto per la prima volta nel 1984 da Altangerel Perle e Rinchen Barsbold, che classificarono questo animale come un ornitomimosauro primitivo, imparentato con Garudimimus. Un successivo riesame dei resti (Kobayashi e Barsbold, 2005) ha confermato questa interpretazione: Harpymimus sembra essere stato uno dei dinosauri struzzo più arcaici, ancora sprovvisto di numerose specializzazioni proprie del gruppo. Nello studio del 2005 si suppone che Harpymimus fosse più evoluto di Pelecanimimus, e che gli ornitomimosauri possano essersi originati in Asia o in Europa in un'epoca precedente al Barremiano (130 milioni di anni fa) e in seguito siano migrati in Nordamerica prima del Cretaceo superiore. In Thailandia sono stati rinvenuti i resti di un altro dinosauro struzzo arcaico, Kinnareemimus, mentre un altro ornitomimosauro strettamente imparentato con Harpymimus è il grande Beishanlong.

## Paleobiologia
I resti di Harpymimus (il cui nome significa "imitatore dell'Arpia", dal nome delle creature della mitologia greca) sono stati ritrovati nella formazione Shinekhuduk, che ha restituito i fossili di altri dinosauri, tra cui Psittacosaurus e Altirhinus. Probabilmente Harpymimus si nutriva di una varietà notevole di cibo, tra cui piccoli animali che catturava con le lunghe zampe anteriori e tratteneva grazie al becco e ai denti posti nella parte anteriore della mandibola. Al contrario degli altri teropodi, i denti di Harpymimus non avevano una funzione di taglio.